# Porto Acre
Porto Acre este un oraș în statul Acre (AC) din Brazilia.